# Španski evrokovanci
Španski evrokovanci imajo tri različne motive, za vsako od treh serij. Kovance za 1, 2 in 5 stotinov je oblikoval Garcilaso Rollán, tiste za 10, 20 in 50 Begoña Castellanos in kovanca za 1 in 2 evra Luis José Diazand. Vsi motivi vključujejo 12 zvezd - simbol EU in leto kovanja.

## Podoba španskih evrokovancev

### 1. serija
| Španski evrokovanci (1999) – zadnja stran   | Španski evrokovanci (1999) – zadnja stran | Španski evrokovanci (1999) – zadnja stran                                     |
| 0,01 €                                      | 0,02 €                                    | 0,05 €                                                                        |
| ------------------------------------------- | ----------------------------------------- | ----------------------------------------------------------------------------- |
|                                             |                                           |                                                                               |
| Stolnica sv. Jakoba, Santiago de Compostela |                                           |                                                                               |
| 0,1 €                                       | 0,2 €                                     | 0,5 €                                                                         |
|                                             |                                           |                                                                               |
| Miguel de Cervantes, pisatelj               |                                           |                                                                               |
| 1 €                                         | 2 €                                       | Rob kovanca za 2 €                                                            |
|                                             |                                           | Številka 2 med dvema zvezdicama, izmenično obrnjena na glavo, skupaj šestkrat |
| Kralj Juan Carlos I.                        |                                           |                                                                               |
|                                             |                                           |                                                                               |

## 2. serija
| Španski evrokovanci (2015) – zadnja stran   | Španski evrokovanci (2015) – zadnja stran | Španski evrokovanci (2015) – zadnja stran                                     |
| 0,01 €                                      | 0,02 €                                    | 0,05 €                                                                        |
| ------------------------------------------- | ----------------------------------------- | ----------------------------------------------------------------------------- |
|                                             |                                           |                                                                               |
| Stolnica sv. Jakoba, Santiago de Compostela |                                           |                                                                               |
| 0,1 €                                       | 0,2 €                                     | 0,5 €                                                                         |
|                                             |                                           |                                                                               |
| Miguel de Cervantes, pisatelj               |                                           |                                                                               |
| 1 €                                         | 2 €                                       | Rob kovanca za 2 €                                                            |
|                                             |                                           | Številka 2 med dvema zvezdicama, izmenično obrnjena na glavo, skupaj šestkrat |
| Kralj Filip VI.                             |                                           |                                                                               |
|                                             |                                           |                                                                               |

## Priložnotni kovanci
- Spominski kovanec za 2 € ob 400 letnici izida romana Don Kihot